# Licenza canonica di teologia
La licenza canonica in teologia è un diploma canonico, che corrisponde a una laurea magistrale.
Prevede un percorso di studi di due anni, dopo una laurea quinquennale in teologia presso un istituto superiore di scienze religiose (spesso abbreviato ISSR) (In conformità con il processo di Bologna, oggi i corsi di un ISSR sono organizzati in anni 3 + 2 ovvero un triennio più un biennio finale) o dopo un baccellierato canonico in teologia.
Possono essere scelte diverse specializzazioni a seconda degli instituti d'insegnamento che la propongono, come antropologia cristiana, teologia morale, teologia dogmatica, teologia patristica, storia della Chiesa.
Consente agli studenti di accedere al dottorato in teologia, sia canonico che non canonico, oppure ad un altro insegnamento (come filosofia, letteratura biblica). È riconosciuto dalla Chiesa cattolica.